# Kellogg (Idaho)
Pour les articles homonymes, voir Kellogg.
Kellogg est une ville américaine située dans le comté de Shoshone en Idaho.

## Démographie
| 1910  | 1920  | 1930  | 1940  | 1950  | 1960  |
| ----- | ----- | ----- | ----- | ----- | ----- |
| 1 278 | 3 017 | 4 124 | 4 235 | 4 913 | 5 061 |

| 1970  | 1980  | 1990  | 2000  | 2010  | - |
| ----- | ----- | ----- | ----- | ----- | - |
| 3 811 | 3 417 | 2 591 | 2 395 | 2 120 | - |

Selon le recensement de 2010, Kellogg compte 2 120 habitants. Il s'agit de la principale ville du comté. La municipalité s'étend sur 4,00 milles carrés (10,36 km2), dont 3,96 milles carrés (10,26 km2) de terres.